# 佩尼亞斯科 (新墨西哥州)
佩尼亞斯科（英語：Peñasco）是位於美國新墨西哥州陶斯縣的普查規定居民點。

## 人口
根據2020年美國人口普查的數據，佩尼亞斯科的面積為3.15平方千米，皆為陸地。當地共有人口474人，而人口密度為每平方千米150.48人。